# Cranves-Sales
Cranves-Sales ist eine französische Gemeinde im Département Haute-Savoie in der Region Auvergne-Rhône-Alpes.

## Geographie
Cranves-Sales liegt auf 531 m, etwa elf Kilometer östlich der Stadt Genf (Luftlinie). Das Dorf erstreckt sich auf einer Anhöhe zwischen dem Plateau von Annemasse und dem Tälchen der Nussance, am Westfuss der Bergkette von Les Voirons, nahe der Grenze zur Schweiz.
Die Fläche des 13,61 km² großen Gemeindegebiets umfasst einen Abschnitt des unteren Arvetals und der angrenzenden Höhen. Die südliche Gemeindegrenze verläuft entlang der Menoge, einem rechten Zufluss der Arve, wobei das kaum berührte Tal rund 50 m in die umgebenden Plateaus eingetieft ist. Von diesem Flusslauf erstreckt sich das Gemeindeareal nordwärts auf das Plateau von Annemasse bis in das Waldgebiet Bois des Rosses und auf die Anhöhe von Cranves-Sales, eine Seitenmoräne des eiszeitlichen Rhonegletschers. Diese Moränenhöhe wird im Osten durch das Tälchen der Nussance begrenzt, das parallel zum Hangfuß der Bergkette von Les Voirons verläuft. Jenseits des Tals erstreckt sich der Gemeindeboden über den offenen Hang bis auf den dicht bewaldeten Kamm des Massivs von Les Voirons, wobei die nördliche Grenze durch die Erosionsrinne des Baches Chandouze gebildet wird. Auf der Pointe de Brantaz wird mit 1440 m die höchste Erhebung von Cranves-Sales erreicht.
Die Gemeinde besteht aus den Ortsteilen Cranves und Sales und verschiedenen Weilersiedlungen, darunter:
- Rosses (526 m) am Rand des Plateaus von Annemasse
- Montagny (500 m) auf einem Vorsprung zwischen den Tälern von Nussance und Menoge
- La Bergue (509 m) auf dem Plateau am Hangfuß von Les Voirons
- Lossy (590 m) auf einer Geländeterrasse am Westhang von Les Voirons
- Martigny (712 m) am Westhang von Les Voirons
- Chez le Noble (770 m) am Westhang von Les Voirons
- Armiaz (927 m) auf einer Geländeterrasse am Westhang von Les Voirons

Nachbargemeinden von Cranves-Sales sind Saint-Cergues im Norden, Boëge, Saint-André-de-Boëge und Lucinges im Osten, Bonne und Arthaz-Pont-Notre-Dame im Süden sowie Vétraz-Monthoux, Annemasse, Ville-la-Grand und Juvigny im Westen.

## Geschichte
Das Gemeindegebiet von Cranves-Sales war schon in vorgeschichtlicher Zeit besiedelt. Ein aus dieser Zeit stammender Dolmen wurde 1863 allerdings zerstört. Auch die Römer siedelten auf dem Gebiet, was durch Funde von Grundmauern eines römischen Landhauses und eines Aquäduktes nachgewiesen werden konnte.
Der Ortsname Cranves geht vermutlich auf das keltische Wort cranava zurück, das sich aus den Bestandteilen caran (Eiche) und ava (Wasser) zusammensetzt.
Cranves wurde erstmals um das Jahr 1000 schriftlich erwähnt, als der Bischof von Grenoble Ländereien an den Grafen von Genf abtrat. Sales erscheint im Jahre 1317 erstmals in den Urkunden. Die beiden Gemeinden wurden 1801 fusioniert. Eine weitere Gebietsveränderung gab es 1868, als der Weiler Rosses, der früher zu Vétraz-Monthoux gehört hatte, ebenfalls zu Cranves-Sales stieß.

## Sehenswürdigkeiten
Die Kirche von Cranves stammt ursprünglich aus dem 13. Jahrhundert. Aus dieser Zeit ist noch der Glockenturm erhalten; die übrigen Teile sind das Resultat von größeren Umgestaltungen im 16. Jahrhundert und von 1890.

## Bevölkerung
| Jahr                       | 1962 | 1968 | 1975 | 1982 | 1990 | 1999 | 2005 |
| Einwohner                  | 1060 | 1296 | 2001 | 2753 | 3931 | 4358 | 5230 |
| Quellen: Cassini und INSEE |      |      |      |      |      |      |      |

Mit 7476 Einwohnern (Stand 1. Januar 2022) gehört Cranves-Sales zu den mittelgroßen Gemeinden des Département Haute-Savoie. Seit Beginn der 1960er Jahre wurde dank der attraktiven Wohnlage ein kontinuierliches starkes Bevölkerungswachstum verzeichnet. Außerhalb des alten Dorfkerns entstanden am aussichtsreichen Hang von Les Voirons zahlreiche Ein- und Mehrfamilienhausquartiere.

## Wirtschaft und Infrastruktur
Cranves-Sales war bis weit ins 20. Jahrhundert hinein ein vorwiegend durch die Landwirtschaft geprägtes Dorf. Heute gibt es verschiedene Betriebe des lokalen Klein- und Mittelgewerbes. An der Straße nach Annemasse entwickelte sich in den letzten Jahrzehnten eine größere Gewerbezone. Mittlerweile gehört Cranves-Sales zur Agglomeration von Annemasse. Zahlreiche Erwerbstätige sind Wegpendler, die in den größeren Ortschaften der Umgebung, vor allem im Raum Genf-Annemasse, ihrer Arbeit nachgehen.
Die Ortschaft ist verkehrsmäßig gut erschlossen. Sie liegt zwischen der Hauptstraße D907, die von Annemasse nach Taninges führt, und der Straße D903, welche eine Verbindung von der Autobahn A40 nach Thonon-les-Bains herstellt. Der nächste Anschluss an die A40 befindet sich in einer Entfernung von rund 7 km.